# Sandro Floris
Sandro Floris, född den 12 juni 1965 i Cagliari, är en italiensk före detta friidrottare som tävlade i kortdistanslöpning.
Floris tävlade huvudsakligen på 200 meter. Hans främsta merit är att han vann EM-guld inomhus 1990. Han slutade på fjärde plats vid inomhus-VM 1989. 
Han deltog i italienska stafettlag över 4 x 100 meter och blev då bronsmedaljör vid VM 1995 och vid två EM (både 1990 och 1994).

## Personliga rekord
- 100 meter - 10,36
- 200 meter - 20,68